# Bogaraš (Senta)
Pour les articles homonymes, voir Bogaraš.
Bogaraš (en serbe cyrillique : Богараш ; en hongrois Bogaras) est un village de Serbie situé dans la province autonome de Voïvodine. Il fait partie de la municipalité de Senta dans le district du Banat septentrional. Au recensement de 2011, il comptait 567 habitants.

## Démographie

### Évolution historique de la population
| 1948 | 1953 | 1961 | 1971 | 1981  | 1991 | 2002 | 2011 |
| ---- | ---- | ---- | ---- | ----- | ---- | ---- | ---- |
| 568  | 626  | 515  | 506  | 1 005 | 822  | 724  | 567  |

|  |